# John Kåhrman
John Gustaf Kåhrman, född 22 augusti 1883 i Stockholm, död 13 december 1938 i Adolf Fredriks församling i Stockholm, var en svensk kompositör, arrangör och dirigent.

## Filmmusik
- 1932 – Värmlänningarna
- 1931 - Falska miljonären (Frankrike)
- 1931 – Hans Majestät får vänta
- 1931 – Falska miljonären (Sverige)
- 1930 – Kronans kavaljerer